# آیچا دامگاجی
آیچا دامگاجی (انگلیسی: Ayça Damgacı؛ زادهٔ ۱۹۷۳) بازیگر اهل ترکیه است.